# Negroroncus azanius
Negroroncus azanius är en spindeldjursart som beskrevs av Volker Mahnert 1981. Negroroncus azanius ingår i släktet Negroroncus och familjen Ideoroncidae. Inga underarter finns listade i Catalogue of Life.